# آرامگاه محمدالدین بن محمد کرویق
آرامگاه محمدالدین بن محمد کرویق مربوط به دوره ایلخانی - دوره صفوی است و در شهرستان ورزقان، بخش مرکزی، دهستان بکرآباد، روستای کرویق واقع شده و این اثر در تاریخ ۳۰ بهمن ۱۳۸۶ با شمارهٔ ثبت ۲۱۰۹۱ به‌عنوان یکی از آثار ملی ایران به ثبت رسیده است.